# Хааст, Юлиус фон
Иоганн Франц Юлиус фон Хааст (1 мая 1822, Бонн, провинция Юлих-Клеве-Берг — 16 августа 1887, Крайстчерч) — немецкий учёный-геолог.

## Биография
Родился в Бонне, Пруссия.
В 1858 году совершил путешествие по Новой Зеландии для определения мест для немецких поселений.
Был основателем и куратором Музея Кентербери в Крайстчерче.

## Память
Его именем названы места в Новой Зеландии — перевал Хааста, река Хааста, город Хааст, а также большой серый киви (Apteryx haastii).
Также им сделано описание орла Хааста.